# ثنائي مساري عضوي باعث للضوء

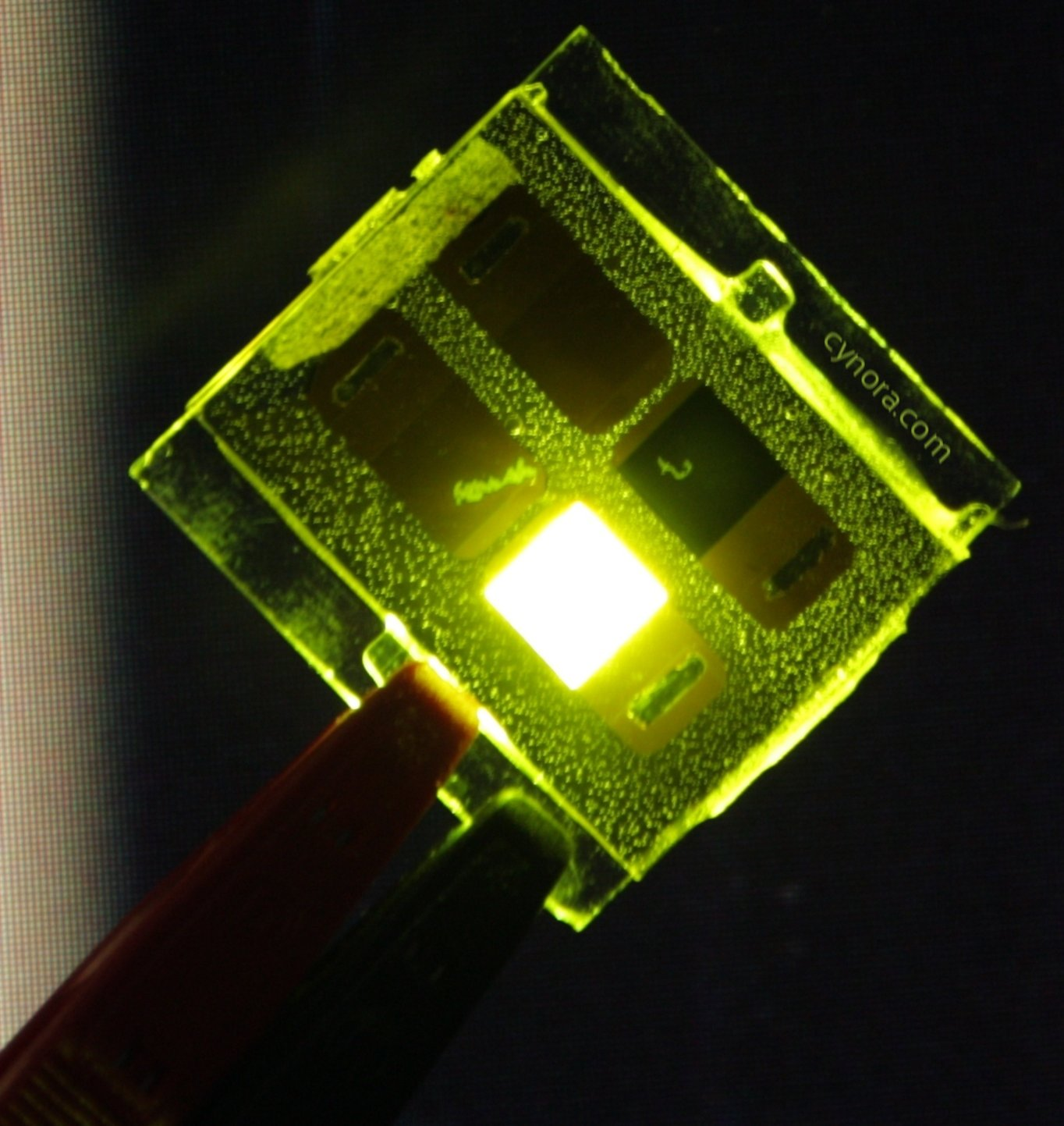
صمام ثنائي عضوي (وحيد) باعث للضوء أخضر اللون

الصمام الثنائي العضوي الباعث للضوء أوالـ أو إل إي دي (بالإنجليزية: OLED - Organic Light Emitting Diodes)‏ وهو ديود باعث للضوء (LED) تكون فيه طبقة الانبعاثات الكهربائية متكونة من فيلم أو طبقة من المركبات العضوية التي ينبعث منها ضوء استجابة للتيار الكهربائي. تقع هذه الطبقة من مواد أشباه الموصلات العضوية بين قطبين. عموما، ما لا يقل عن واحد من هذه الأقطاب يتسم بالشفافية. هناك نوعان رئيسيان من الصمامات الثنائية العضوية الباعثة للضوء OLED: تلك التي تستخدم الجزيئات الصغيرة والأخرى التي تستخدم البوليمرات.
تنافس الشاشات المصنعة من هذا النوع من الدايودات العضوية الانواع السابقة في استهلاك الطاقة والوضوح و القابلية للطي لكن يعيبها قصر العمر الافتراضي اما بأنخفاض الاضائة أو حرق البيكسلات ومازالت في طور التطوير من قبل ثلاثة من أكبر المصنعين هم سامسونج وال جي وجابان ديسبلاي.
تستخدم الصمامات الثنائية العضوية الباعثة للضوء OLED في شاشات التلفزيون وشاشات الكمبيوتر، وشاشات الهواتف النقالة والساعات الذكية، وشاشات الإعلانات والمعلومات. كما تستخدم وعلى مجال واسع للإنارة العامة.

## التاريخ
ظهرت أول ملاحظة للتألق الكهربائي في المواد العضوية في أوائل الخمسينيات من القرن الماضي من قبل أندريه بيرانوزي مع زملائه في العمل في جامعة نانسي بفرنسا. طبقوا جهد عالي متردد الحقول في الهواء الحالية (AC) لمواد مثل أكريدين البرتقال، سواء المودعة أو الذائبة في السليلوز أو السيلوفان الأغشية الرقيقة. كانت الآلية المقترحة إما الإثارة المباشرة لجزيئات الصبغة أو الإثارة من الإلكترونات.
في عام 1960، وضعت مارتن بوبي وزملاءه في العمل في جامعة نيويورك الاتصالات القطب حقن داكنة أومية إلى بلورات العضوية. ووصفوا كذلك المتطلبات الضرورية حيوية (وظائف العمل) لثقب والإلكترون عن طريق الحقن الكهربائي الاتصالات. هذه الاتصالات هي أساس حقن في جميع الأجهزة OLED الحديثة. كما لاحظ فريق بوبي أول التيار المباشر (DC) الكهرباء المتألقة في ظل فراغ على الكريستال واحد نقية من أنثراسين وعلى بلورات أنثراسين مخدر مع tetracene في عام 1963 باستخدام الفضة منطقة صغيرة في القطب 400 V. كانت الآلية المقترحة الإلكترون المجال المعجل الإثارة مضان الجزيئية.

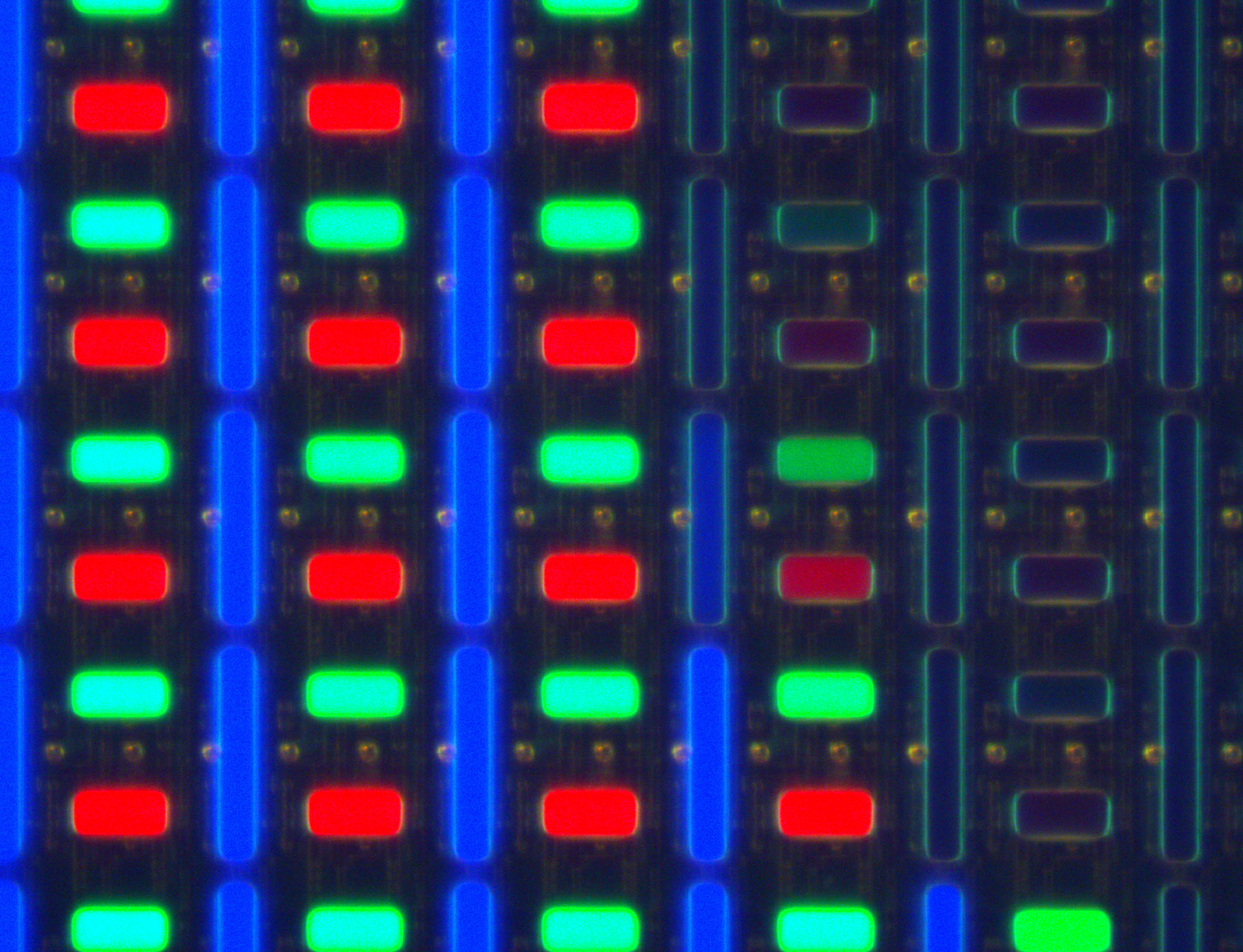
شاشة هاتف ملونة مصنعة من ملايين الصمامات العضوية (تحت المجهر)

## المزايا
عملية التصنيع المختلفة من شاشات الصمام الثنائي العضوي الباعث للضوء OLED تفسح المجال لعدة مزايا من شاشات العرض المسطحة المصنوعة بواسطة تكنولوجيا الكريستال السائل، وهي شاشات مضيئة بذاتها ولا تحتاج إلى إضاءة خلفية، تملك زاوية رؤيا كبيرة تصل إلى 160 درجة وتتطلب جهدا كهربائيا منخفضا يتراوح من 2 إلى 10 فولت. لشاشات ال OLED عدة مزايا على شاشات الكريستال السائل من بينها:

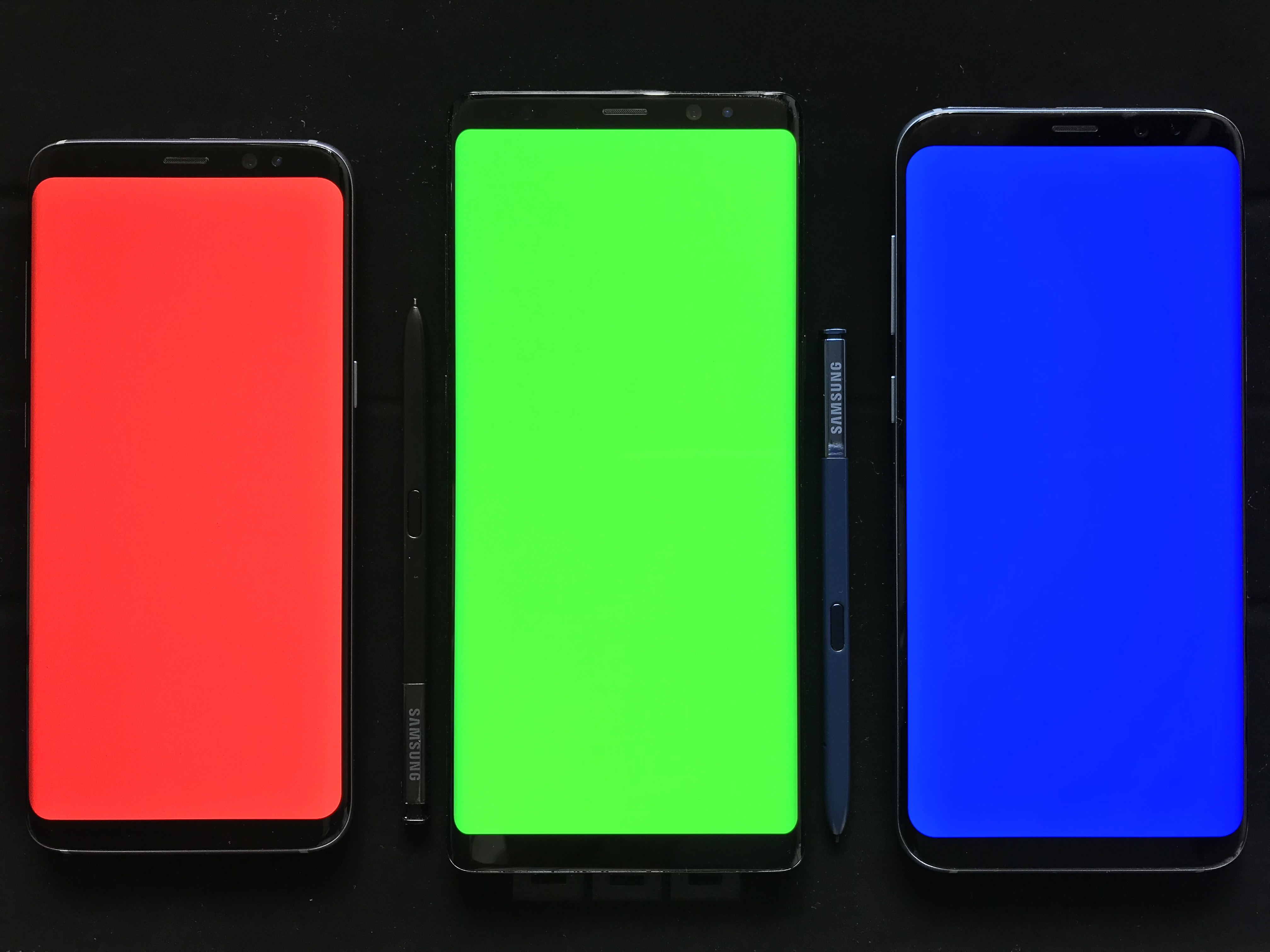
هواتف ذكية لشركة سامسونج تستخدم شاشات عضوية _ تحت مسمي تجاري لسامسونج بأسم أمولد -

- أكثر سطوعاً.
- زمن استجابة قصير.
- اخف وزناً.
- أكثر متانة.
- تعمل ضمن مجال حراري أوسع.

### تكلفة أقل في المستقبل
الصمام الثنائي العضوي الباعث للضوء يمكن طباعتها على أي ركيزة مناسبة بواسطة طابعة نافثة للحبر أو حتى عن طريق طباعة الشاشة.مما يجعلها نظريا لإنتاج أرخص من شاشات الكريستال السائل أو البلازما.
ومع ذلك، تصنيع ركيزة أل هي أكثر كلفة من تلك التي لشاشات الكريستال السائل TFT، حتى تكلفة أساليب الإنتاج الضخم أقل قابلية. طريقة لفة ترسيب البخار للأجهزة العضوية Roll-roll vapour-deposition method لا تسمح إنتاج كميات كبيرة من آلاف الأجهزة في الدقيقة للتكلفة ممكنة، على الرغم من أن هذا الأسلوب يدفع أيضا مشاكل في تلك الطبقة الأجهزة متعددة يمكن أن يكون تحديا بسبب قضايا التصنيع.

### خفة الوزن وركائز بلاستيكية مرنة
يمكن أن يصنع ألصمام الثنائي العضوي الباعث للضوء على ركائز بلاستيكية مرنة مما يؤدي إلى إمكانية انحناء الثنائيات العضوية الباعثة للضوء المصنعة داخل هذه المواد أو التطبيقات الجديدة الأخرى مثل لفة المتابعة التي تعرض جزء لا يتجزأ من الأقمشة أو الملابس. والركيزة المستخدمة يمكن أن تكون مرنة مثل مادة بولي إيثيلين تيرفثالات PET، وقد تجلعها أيضا غير مكلفة.

### زوايا رؤية أوسع وتحسين السطوع

شاشات الهواتف الحديثة القابلة للطي هي شاشات عضوية باعثة للضوء

الصمام الثنائي العضوي الباعث للضوء يمكن أكبر نسبة تباين اصطناعي (سواء مجموعة ثابتة وديناميكية، وتقاس في الظروف المظلمة البحتة) وزاوية عرض أفضل بالمقارنة مع شاشات الكريستال السائل بسبب أن بكسلات (مربعات) تبعث ألضوء مباشرة. بكسلات الألوان تظهر صحيحة وغير منحرفة، حتى زاوية عرض في 90 درجة عن النهج من المعتاد.

## روابط خارجية
- ملف عن هيكل ومبدأ عمل شاشات OLED
- البرنامج التعليمي على مبدأ العمل من شاشات OLED في جامعة غنت
- معهد ماساتشوستس للتكنولوجيا مقدمة لتكنولوجيا OLED (فيديو)
- القائمة التاريخية من منتجات OLED من عام 1996 حتى الوقت الحاضر